# Tetramorium intextum
Tetramorium intextum är en myrart som beskrevs av Santschi 1914. Tetramorium intextum ingår i släktet Tetramorium och familjen myror. Inga underarter finns listade i Catalogue of Life.